# Ingrid Elofsdotter

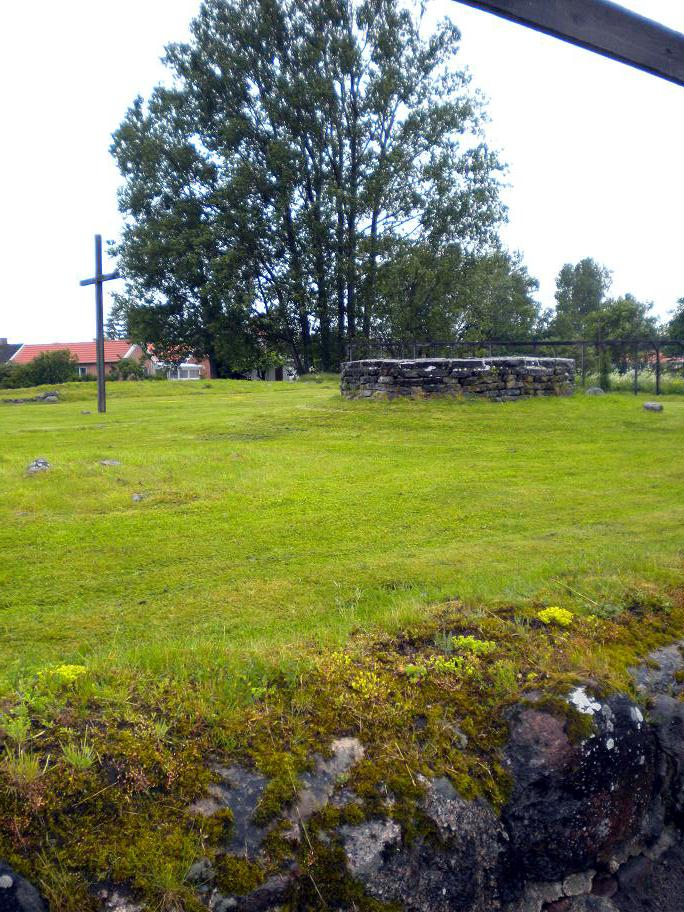
Le rovine del monastero di santa Ingrid a Skänninge

Ingrid Elofsdotter (o Elovsdotter), chiamata anche Ingrid di Svezia o Ingrid di Skänninge (Skänninge, XIII secolo – Skänninge, 2 settembre 1282) è stata una religiosa svedese.

## Biografia
Ingrid visse nel XIII secolo nell'Östergötland, a Skänninge. Rimasta vedova, effettuò un pellegrinaggio in Terra santa (e da lì a Roma e quindi a Santiago di Compostela) con sua sorella e altre donne, sperando di poter fondare un convento a Skänninge. Ciò avvenne grazie all'interessamento di Pietro di Dacia, un sacerdote domenicano di cui Ingrid divenne seguace; si fece così suora domenicana lei stessa, la prima in Svezia, e fondò il 15 agosto 1281 il convento domenicano di san Martino a Skänninge, il primo del paese. Ciò avvenne inoltre alla presenza di re Magnus III di Svezia.
Divenne priora del convento e morì un anno dopo, per cause naturali.

## Culto
La venerazione popolare cominciò subito dopo la sua morte e si riportano dei miracoli avvenuti presso la sua tomba o tramite la sua intercessione. Un processo di canonizzazione venne iniziato nel 1405 e il vescovo di Linköping Canuto Bosson portò la sua causa al Concilio di Costanza; un'inchiesta venne aperta fra il 1416 e il 1417, ma non diede risultati, e il processo si arenò nel 1448. La causa venne riattivata nel 1497 e le reliquie vennero traslate solennamente nel 1507, su ordine di papa Alessandro VI, alla presenza del re e di tutti i vescovi della Svezia, ma la canonizzazione ufficiale non sembra essere mai avvenuta.
Sia le reliquie che il convento fondato dalla santa furono distrutti durante la Riforma protestante, dopo la quale il suo culto cessò.